# Otiothops helena
Otiothops helena là một loài nhện trong họ Palpimanidae. Loài này được phát hiện ở Brasil.